# محمية الجهراء
محمية بركة الطيور أو محمية الجهراء محمية طبيعية كويتية، تقع ضمن منطقة التحريج في شرق مدينة الجهراء، تبلغ مساحة المحمية 2.5 كم2، وهي عبارة عن منطقة ساحلية مالجة، تتجمع فيها مياة السيول وتجذب بذلك العديد من الطيور المهاجرة. توجد بعض الأشجار المزروعة مثل الأثل والصفصاف. تتقاسم إدارة حماية البيئة الكويتية والهيئة العامة لشئون الزراعة والثروة السمكية الإشراف على المحمية.